# Riva (Restart the Game)
Riva (Restart the Game) è un singolo del DJ francese Klingande, pubblicato il 2 marzo 2015.

## Descrizione
Il brano è stato scritto e prodotto dallo stesso interprete mentre alla produzione ha collaborato Greg Zlap.
Il singolo ha visto la partecipazione di Broken Back.

## Successo commerciale
In Italia il singolo ha debuttato al 19º posto.

## Video musicale
Il videoclip è stato pubblicato il 19 marzo 2015 sul canale YouTube di Ego Italy.

## Classifiche
| Classifica (2015) | Posizione massima |
| ----------------- | ----------------- |
| Austria           | 6                 |
| Belgio (Fiandre)  | 20                |
| Belgio (Vallonia) | 19                |
| Germania          | 9                 |
| Italia            | 19                |
| Norvegia          | 36                |
| Polonia           | 14                |
| Svizzera          | 6                 |

### Classifiche di fine anno
| Classifica (2015) | Posizione massima |
| ----------------- | ----------------- |
| Italia            | 96                |